# Heinrich Lilienfein

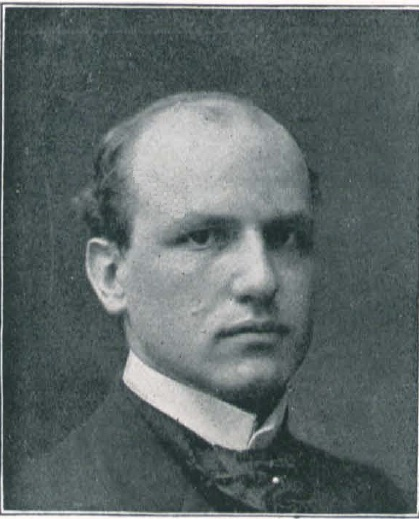
Heinrich Lilienfein. Foto von 1908.

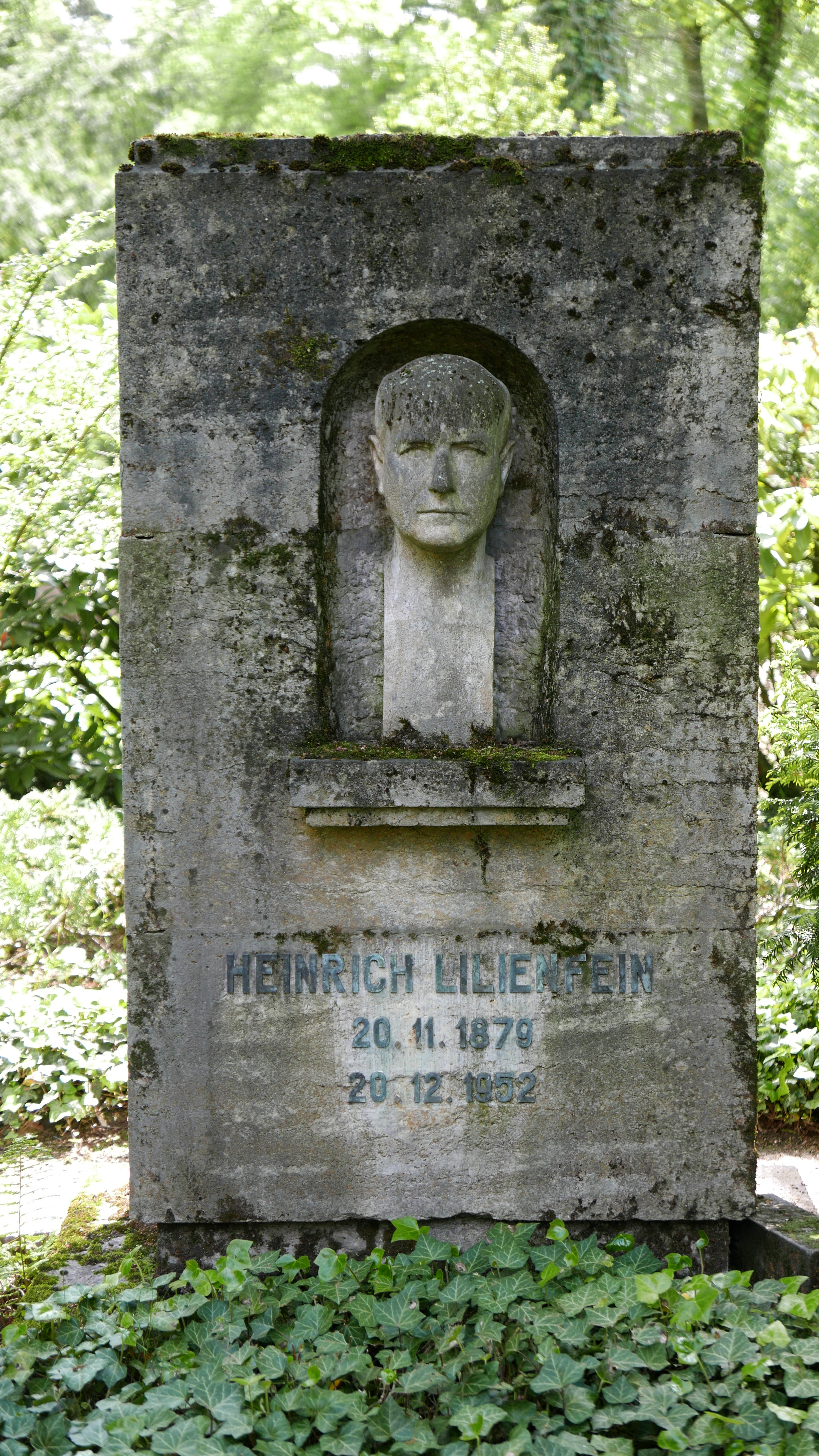
Grabstätte auf dem Historischen und Neuen Friedhof Weimar

Heinrich Lilienfein (* 20. November 1879 in Stuttgart; † 20. Dezember 1952 in Weimar) war ein deutscher Schriftsteller.

## Leben
Heinrich Lilienfein war der Sohn eines Juristen. Er besuchte das Karls-Gymnasium in Stuttgart, an dem er 1898 die Reifeprüfung ablegte. Anschließend studierte er Geschichte, Philosophie und Kunstwissenschaft an den Universitäten in Tübingen und Heidelberg. 1902 promovierte er in Heidelberg mit einer Arbeit aus dem Bereich der karolingischen Geschichte zum Doktor der Philosophie. Lilienfein ließ sich als freier Schriftsteller in Wilmersdorf nieder. 1905 heiratete er die Malerin Hanna Erdmannsdörffer; sie war die Tochter eines seiner akademischen Lehrer, des Historikers Bernhard Erdmannsdörffer. Das Ehepaar Lilienfein lebte in Heppenheim (Bergstraße) und ab 1907 in Wilmersdorf. Nach dem Tod seiner ersten Frau im Jahre 1910 heiratete Lilienfein deren Schwester Sophie Erdmannsdörffer. Lilienfein nahm ab 1915 als Soldat am Ersten Weltkrieg teil. Ab 1920 lebte er als Generalsekretär der Deutschen Schillerstiftung in Weimar.
Heinrich Lilienfein war Verfasser zahlreicher, seinerzeit erfolgreicher Theaterstücke, meist zu historischen Themen; daneben schrieb er Romane und Erzählungen. Seine Werke sind Ausdruck der konservativen Grundeinstellung des Autors, philosophisch vom deutschen Idealismus und formal von der Weimarer Klassik beeinflusst. Als bedeutendstes erzählerisches Werk Lilienfeins gilt der 1938 erschienene Roman „In Fesseln - frei“ über den Autor Christian Friedrich Daniel Schubart, in dem spätere Kritiker eine unterschwellige Kritik am Dritten Reich ausmachen zu können glaubten. Heinrich Lilienfein hatte allerdings bereits im Oktober 1933 zu den Unterzeichnern einer an Hitler gerichteten Ergebenheitsadresse Gelöbnis treuester Gefolgschaft gehört, er war Mitglied des Kuratoriums der Goebbels-Stiftung für Kulturschaffende und stand 1944 auf der von Hitler und Goebbels erstellten sogenannten Gottbegnadeten-Liste. Trotzdem konnte Lilienfein ab 1947 sein Amt als Generalsekretär der Schillerstiftung auch in der Sowjetzone und in der frühen DDR wieder ausüben. - Heinrich Lilienfein wurde 1932 mit der Goethe-Medaille und 1939 mit dem Schwäbischen Dichterpreis sowie dem Professorentitel ausgezeichnet. Ab 1949 war er Ehrenbürger der Stadt Weimar, und 1952 wurde ihm von der DDR-Regierung eine Ehrenpension ausgesetzt. Lilienfein wurde in einem Ehrengrab auf dem Historischen Friedhof in Weimar beigesetzt. Sein Nachlass befindet sich im Weimarer Goethe- und Schiller-Archiv sowie im Deutschen Literaturarchiv in Marbach.

## Werke
- Die Anschauungen von Staat und Kirche im Reich der Karolinger, Heidelberg 1902
- Kreuzigung, Heidelberg 1902
- Menschendämmerung, Heidelberg 1902
- Die Heilandsbraut, Heidelberg 1903
- Modernus, Heidelberg 1904
- Heinrich Vierordt, Heidelberg 1905
- Maria Friedhammer, Heidelberg 1905
- Berg des Ärgernisses, Heidelberg 1906
- Der Herrgottswarter, Berlin 1906
- Der Kampf mit dem Schatten, Berlin 1906
- Der große Tag, Berlin 1907
- Ideale des Teufels, Berlin 1908
- Der schwarze Kavalier. Olympias, Berlin 1908
- Der Stier von Olivera, Stuttgart [u. a.] 1910; verfilmt 1912. Regie: Erich Schönfelder
- Von den Frauen und einer Frau, Stuttgart [u. a.] 1911
- Die große Stille, Stuttgart [u. a.] 1912
- Der Tyrann, Stuttgart [u. a.] 1913
- Die Herzogin von Palliano, Stuttgart [u. a.] 1914
- Der versunkene Stern, Stuttgart [u. a.] 1914
- Im stillen Garten, Heilbronn 1915
- Ein Spiel im Wind, Stuttgart [u. a.] 1916
- Hildebrand, Stuttgart [u. a.] 1917
- Das Gericht der Schatten, Stuttgart [u. a.] 1919
- Die feurige Wolke, Stuttgart [u. a.] 1919
- Und die Sonne verlor ihren Schein ..., Heilbronn 1919
- Die Überlebenden, Stuttgart [u. a.] 1920
- Der Schatz im Acker, Stuttgart 1921
- Wie der Uz das gelobte Land fand ..., Stuttgart 1921
- Cagliostro, Stuttgart [u. a.] 1922
- Das trunkene Jahr, Stuttgart [u. a.] 1923
- Aus Weimar und Schwaben, Heilbronn 1925
- Die Erlösung des Johannes Parricida, Stuttgart 1925
- Zwischen Dunkel und Tag und andere Erzählungen, Berlin-Charlottenburg 1926
- Theater, Stuttgart 1927
- Welt ohne Seele, Stuttgart 1927
- Die Geisterstadt, Stuttgart 1929
- Nacht in Polen 1812, Stuttgart 1929
- Walther Klemm, Eger 1930
- Bernhard Besserer, Ulm 1931
- Karneval ohne Ende, Berlin 1931
- Das fressende Feuer, Stuttgart [u. a.] 1932
- Der große Karaman, Stuttgart [u. a.] 1933
- Wieland, Berlin 1933
- Annemarie gewinnt das Freie!, Berlin 1934
- Schiller und die Deutsche Schillerstiftung, Weimar 1934
- Tile Kolup, Stuttgart 1935
- Die Stunde Karls des Zwölften, Berlin 1936
- In Fesseln - frei, Stuttgart 1938
- Besuch aus Holland, Berlin 1942
- Lukas Cranach und seine Zeit, Bielefeld [u. a.] 1942
- Verklärung und andere Erzählungen, Gotha 1942
- Licht und Irrlicht, Gotha 1943
- Bettina, München 1949
- Die beiden Letzten von Laufach, Laufach 1981

## Herausgeberschaft
- Bernhard Erdmannsdörffer: Kleinere historische Schriften, Berlin
  - 1. Der Große Kurfürst, 1911
  - 2 (1911)
- Drei Jahre Westfront, Stuttgart 1920